# Larimer County
Larimer County is een county in de Amerikaanse staat Colorado.
De county heeft een landoppervlakte van 6.737 km² en telt 251.494 inwoners (volkstelling 2000). De hoofdplaats is Fort Collins.